# Psydrax robertsoniae
Psydrax robertsoniae là một loài thực vật có hoa trong họ Thiến thảo. Loài này được Bridson miêu tả khoa học đầu tiên năm 1991.